# 김태현 (희극인)
김태현(金台鉉, 1978년 11월 27일~)은 대한민국의 희극 배우이다. 동아방송예술대학교 연극영화과(공연예술계열 연극전공)를 졸업했으며, 2003년 SBS 공채 7기 개그맨으로 데뷔했다. 2004년 1월 4일부터 《웃음을 찾는 사람들》의 〈단무지 브라더스〉, 〈행님아〉 등의 코너들에 출연하였다.

## 학력
- 동아방송예술대학교 연극영화과(공연예술계열 연극전공)

## 수상 경력
- 2003년 SBS 개그콘테스트 대상
- 2007년 SBS 방송연예대상 코미디인기상
- 2011년 케이블TV 방송대상 스타상

## 출연 작품

### 현재 출연 프로그램
- TV조선 《별별톡쇼》MC

### 예전 출연작 프로그램
- MBC 《세바퀴》
- KBS 2TV 《스타 골든벨》
- KBS 2TV 《스쿨 버라이어티 백점만점》
- KBS2 《미녀들의 수다》남자 게스트
- 온게임넷 《배틀로즈》 MC
- 스토리온 《어느 멋진 날》MC
- Mnet 《뻔뻔 개그쇼》고정 패널
- OBS 《박명수가 만난 CEO》공동 MC
- EBS TV 《퀴즈장사 만만세》MC
- Comedy TV 《얼짱시대》
- MBN 《끝장대결! 창과 방패》MC
- 채널A 《불멸의 국가대표 시즌 2》
- MBC 《우리들의 일밤 - 나는 가수다》
- KBS1 《나를 따르라》
- SBS 《퀴즈 육감대결》
- SBS 《웃음을 찾는 사람들》
- KBS2 《비타민》
- MBN 《사랑해》

## 특이 사항
- 우리들의 일밤 나는 가수다에서 박정현의 매니저로 출연하면서 팬에게 우연히 받은 장미꽃을 박정현에게 전달하여 열애설의 주인공이 된 적이 있다.[1]